# Championnat d'Europe des moins de 19 ans de rugby à XIII
Pour les articles homonymes, voir Coupe des Nations.
Le Championnat d'Europe des moins de 19 ans de rugby à XIII est une compétition de rugby à XIII réservée aux joueurs de moins de dix-neuf ans. Elle se tient tous les deux ans depuis 2018. L'épreuve se dispute sous l'égide de la Fédération européenne de rugby à XIII

## Palmarès
| Année | Pays hôte | Finale     | Finale   | Finale     | Match pour la troisième place | Match pour la troisième place | Match pour la troisième place |
| Année | Pays hôte | Champion   | Score    | Deuxième   | Troisième                     | Score                         | Quatrième                     |
| ----- | --------- | ---------- | -------- | ---------- | ----------------------------- | ----------------------------- | ----------------------------- |
| 2006  | France    | France     | 56 - 0   | Angleterre |                               | -                             |                               |
| 2018  | Serbie    | France     | 26 - 24, | Angleterre | Pays de Galles                | 42 - 18                       | Écosse                        |
| 2020  |           |            | -        |            |                               | -                             |                               |
| 2022  | Italie    | Angleterre | 14 - 12  | France     | Pays de Galles                | 32 - 7                        | Ukraine                       |
| 2024  | Serbie    | Angleterre | 15 - 8   | France     | Écosse                        | 56 - 0                        | Serbie                        |

## Histoire
Lors de l'édition inaugurale en 2006, la France s'impose contre l'Angleterre en comptant dans ses rangs de futurs joueurs professionnels, à savoir Vincent Duport, Mickaël Simon et Jean-Philippe Baile. En 2018, la France de nouveau vainqueur compte dans ses rangs Hugo Salabio entre autres.
En juin 2025, le Centre national d'entraînement en altitude de Font-Romeu, en France est sélectionné pour accueillir l’édition 2026 du championnat.